# تيلوريد الصوديوم
 تيلوريد الصوديوم هو مركب لاعضوي له الصيغة Na2Te، ويكون على شكل مسحوق بلوري أبيض.

## الخواص
- تنحل بلورات مركب تيلوريد الصوديوم بشكل جيد في الماء، كما أنها تتسيل بالتماس مع الهواء،

Na2Te + H2O → NaHTe + NaOH
باستمرار التعرض للهواء يتأكسد المركب ويتحول إلى عديد تيلوريدات polytellurides التي لها الصيغة العامة Na2Tex (x> 1).
- البنية البلورية لمركب تيلوريد الصوديوم لها بنية معاكسة لبنية الفلوريت، حيث أن كل أيون تيلوريد Te−2 يكون محاطاً بثمان أيونات صوديوم +Na، ويكون كل أيون صوديوم +Na محاطاً بأربع أيونات تيلوريد Te−2.[2]

## التحضير
يحضر من تفاعل فلزي الصوديوم مع التيلوريوم في وسط من الأمونياك.

## الاستخدامات
- يستخدم تيلوريد الصوديوم في الاصطناع العضوي كعامل اختزال ومن أجل تحضير مركبات التيلوريوم العضوية.[3]

على سبيل المثال يستخدم لتحضير تيلوريد ثنائي النفثيل:
Na2Te + 2C10H7I → (C10H7)2Te + 2NaI
وكذلك لتحضير التيلوريفينات والتي هي بمثابة مشابهات لبنية الثيوفينات:
Na2Te + RC≡C-C≡CR + 2H2O → TeC4R2H2 + 2NaOH